# Округ Лихов-Даненберг
Округ Лихов-Даненберг је округ на истоку немачке државе Доња Саксонија.
Површина округа је 1.220,5 km². Крајем 2007. имао је 50.465 становника. Има 27 насеља, од којих је седиште управе у Лихову.
Овај крај се још назива и „Хановеска земља Венда“ (Hannoversches Wendland), по племену Венда (Полапски Словени). Најзначајнија река је Елба.   